# Прапор Кабардино-Балкарії
Прапор Кабардино-Балкарської Республіки є державним символом Республіки Кабардино-Балкарія. Прийнятий Парламентом Республіки 21 липня 1994 року.

## Опис
Прапор Кабардино-Балкарської Республіки являє собою полотнище, що складається з 3-х рівновеликих горизонтальних смуг: синьо-блакитної, білої й зеленої. У центрі полотнища коло, розділене на синьо-блакитне й зелене поля, посередині біле зображення Ельбрусу. Відношення ширини прапора до його довжини 2:3.